# Comité stratégique de filières éco-industries
En France, le Comité stratégique de filières éco-industries est une instance de concertation entre les entreprises de l’environnement, les salariés et les pouvoirs publics. C'est l'une des filières stratégiques représentées au sein de la Conférence nationale de l'industrie (CNI).

## Historique
Le Comité stratégique de filières éco-industries a été créé en juillet 2008 par les ministres chargés de l’environnement et de l’industrie à la suite des recommandations du rapport sur le développement des éco-technologies remis au Premier ministre par M. Thierry Chambolle .

## Objectifs
Ses objectifs sont le travail par filière, le développement du tissu de PME et d'entreprises de taille intermédiaire (ETI), l'ancrage local et le développement de l'activité industrielle en France.
En décembre 2009, les ministres chargés de l’Écologie et de l’Industrie ont lancé cinq groupes de travail sur les filières industrielles vertes :
- eau et assainissement
- valorisation industrielle des déchets
- bâtiment à faible impact environnemental
- production d’énergie renouvelable
- réseaux électriques intelligents et stockage de l’énergie

Le 27 novembre 2012, dans le cadre du salon Pollutec , la 8e réunion du comité stratégique des éco-industries s'est tenue en présence du ministre du redressement productif et de la ministre de l’écologie, du développement durable et de l’énergie . L'activité du COSEI est recentrée autour de quatre filières prioritaires  : 
- les énergies renouvelables (stabilisation du cadre réglementaire, structuration de la filière, encouragement de l'innovation)
- l’eau et l’assainissement (développement de positions de pointe pour l'industrie française)
- le recyclage et la valorisation des déchets (lancement d'un Pacte économique circulaire)
- l’efficacité énergétique (structuration d'une offre française en France et à l'international en matière de bâtiment durable, de réseaux électriques intelligents ; développement d’une offre en matière de « ville durable intégrée » ; contribution aux objectifs de transition énergétique à travers la rénovation des bâtiments et la gestion active de l’énergie[5])

Des contrats de filière doivent être créés en 2013.